# Гравітація з масивним гравітоном
Гравітація з масивним гравітоном — назва класу теорій гравітації, в яких частинку-переносник взаємодії (гравітон) вважають масивною. Приклад — релятивістська теорія гравітації. Характерною особливістю таких теорій є проблема розриву ван Дама — Вельтмана — Захарова (англ. vDVZ (van Dam-Veltman-Zakharov) discontinuity), тобто наявність скінченної різниці в передбаченнях межі такої теорії за маси гравітона, що прямує до нуля, і теорії з безмасовою частинкою із самого початку.

## Проблеми масивного гравітона в лінійному наближенні
Загальну теорію відносності в лінеаризованій межі можна сформулювати як теорію безмасового поля спіну 2 на просторі Мінковського, описуваного симетричним тензором {\displaystyle h_{\mu \nu }}. Природним узагальненням такої теорії є введення в лагранжіан масового члена різного вигляду. Найчастіше його обирають у вигляді Паулі — Фірца {\displaystyle m^{2}(h_{\mu \nu }-\eta _{\mu \nu }h)}, що, як можна показати, найприродніше, проте можливий і інший вибір (типу {\displaystyle m^{2}(h_{\mu \nu }-\alpha \eta _{\mu \nu }h),\ \alpha \neq 1}). При цьому рівняння руху для гравітаційного поля набувають вигляду
{\displaystyle -\square h_{\mu \nu }+h_{\mu ,\lambda \nu }^{\lambda }+h_{\nu ,\lambda \mu }^{\lambda }-\eta _{\mu \nu }h_{,\kappa \lambda }^{\kappa \lambda }-h_{,\mu \nu }+\eta _{\mu \nu }\square h+m^{2}(h_{\mu \nu }-\alpha \eta _{\mu \nu }h)={\frac {16\pi G}{c^{4}}}T_{\mu \nu },}
де індекси піднімаються та опускаються метрикою Мінковського {\displaystyle \eta _{\mu \nu }}, {\displaystyle \square } — Оператор д'Аламбера, {\displaystyle G} — гравітаційна стала Ньютона, {\displaystyle T_{\mu \nu }} — тензор енергії-імпульсу джерел поля. Дивергенція цих рівнянь у силу законів збереження має дорівнювати 0, що дає {\displaystyle h_{\mu \nu }^{,\nu }=\alpha h_{,\mu }} і після підставлення в рівняння та взяття сліду
{\displaystyle 2(\alpha -1)\square h+m^{2}(1-4\alpha )h={\frac {16\pi G}{c^{4}}}T.}
Тому є дві різні можливості: або {\displaystyle \alpha =1} — тоді слід тензора {\displaystyle h=-{\frac {16\pi G}{3c^{4}m^{2}}}T} не є динамічною змінною теорії, а цілком визначається слідом джерела {\displaystyle T}, або {\displaystyle \alpha \neq 1} і {\displaystyle h} — динамічна змінна. Перший випадок дає обґрунтування масовому члену Паулі — Фірца, але призводить до такого виразу для гравітаційного поля:
{\displaystyle {\frac {c^{4}}{16\pi G}}h_{\mu \nu }={\frac {1}{-\square +m^{2}}}\left(T_{\mu \nu }-{\frac {1}{3}}\eta _{\mu \nu }T\right)+{\frac {1}{3m^{2}}}{\frac {1}{-\square +m^{2}}}T_{,\mu \nu },}
де введено коротке позначення {\displaystyle {\frac {1}{-\square +m^{2}}}} для інтегрального оператора, оберненого до диференціального {\displaystyle (-\square +m^{2})}, на відміну від
{\displaystyle {\frac {c^{4}}{16\pi G}}h_{\mu \nu }={\frac {1}{-\square }}\left(T_{\mu \nu }-{\frac {1}{2}}\eta _{\mu \nu }T\right)}
у лінеаризованій загальній теорії відносності. Таким чином, отримана теорія має дві проблеми при {\displaystyle m\to 0}, що виражаються в неправильній величині гравітаційних ефектів від першого доданку (1/3 замість 1/2), а також у прямуванні другого з них до нескінченності. Перший відзначений ефект і називають розривом ван Дама — Вельтмана — Захарова за іменами першовідкривачів. Зокрема, через це відхилення світла в теорії {\displaystyle m\to 0} становить 3/4 величини в загальній теорії відносності, а прецесія перигелію — 2/3.
Другий підхід призводить до появи нового динамічного ступеня вільності, який зводить передбачення до потрібного рівня, оскільки загальний розв'язок має вигляд
{\displaystyle {\frac {c^{4}}{16\pi G}}h_{\mu \nu }={\frac {1}{-\square +m^{2}}}\left(T_{\mu \nu }-{\frac {1}{3}}\eta _{\mu \nu }T\right)-{\frac {1}{-\square +m_{0}^{2}}}{\frac {1}{6}}\eta _{\mu \nu }T+{\frac {2\alpha -1}{2(1-\alpha )}}{\frac {1}{-\square +m^{2}}}{\frac {1}{-\square +m_{0}^{2}}}T_{,\mu \nu },}
де {\displaystyle m_{0}^{2}=m^{2}{\frac {4\alpha -1}{2(1-\alpha )}}}, і при {\displaystyle m\to 0} перший та другий члени дають 1/3 + 1/6 = 1/2. Але при взаємодії з матерією другий член бере участь зі знаком, протилежним першому, так що він є скалярним полем від'ємної енергії (англ. ghostlike field), що викликає нестабільність теорії відносно перекачування в нього енергії.
Загалом корінь проблеми лежить у розкладанні масивного поля спіну 2 за спіральностями та їх взаємодією з речовиною. За прямування маси поля до нуля компоненти спіральності {\displaystyle \pm 1} відокремлюються від інших, утворюючи незалежне вільне безмасове поле Максвелла, але компоненти спіральності {\displaystyle \pm 2} і {\displaystyle 0} залишаються зачепленими і взаємодіють із речовиною спільно. Ситуацію можна вирішити, додавши ще одне скалярне поле, але для відновлення коректної границі воно повинне мати від'ємну енергію, що знову ж неприпустимо у стабільній теорії поля.
Докладніший розбір, що не обмежується лінеаризованим наближенням, проведено у працях Девіда Булвера (David G. Boulware) і Стенлі Десера та Тібо Дамура, Яна Когана і Антоніоса Папазоглу (Antonios Papazoglou).